# ضاغط صوتي
ضاغط صوتي (بالإنجليزية: Dynamic range compression)‏ أو الموسع أو المحدد أو قد يكون عبارة عن برنامج حاسوب، هو أحد أجهزة معالجة الصوت، ويستخدم كثيراً في انظمه الصوت الحية في المساجد والمسارح واستوديوهات التسجيل وفي معظم المشاريع الصوتية، وظيفة هذا الجهاز هو المحافظة على مستوى الصوت ضمن حدود عليا ودنيا.[بحاجة لمصدر]

## مبدأ عمله
أثناء معايرة النظام الصوتي يتم تحديد المستوى الطبيعي للصوت من كافة مفاتيح الكسب في مدخل المكسر والمخرج، ولكن أثناء الأداء قد يرتفع مستوى الصوت بشكل مفاجئ، جهاز ضاغط صوتي يقوم بضغط الصوت دون أن يتسبب بتشويه الصوت، حيث قد يتسبب ارتفاع الصوت المفاجئ إلى الوصول إلى الحد الأعلى مما قد يحصل قص للإشارة وبالتالي إلى حدوث تشوه بالإشارة.

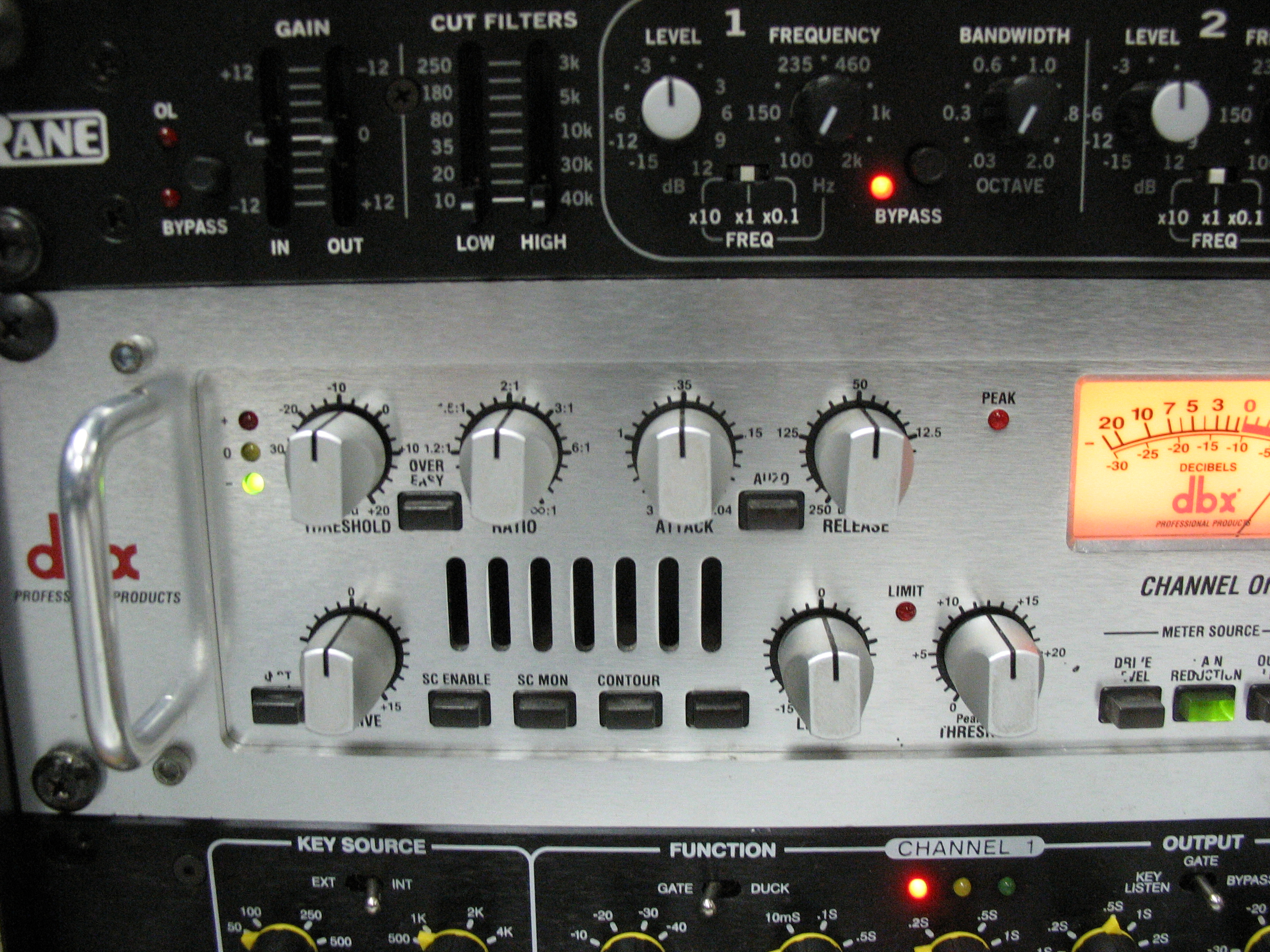
مفاتيح التحكم في الضاغط

## مفاتيح التحكم
- حد العتبة

يمثل الحد الأعلى للإشارة قبل أن يتدخل الضاغط لضغط الإشارة.
- نسبة الضغط نسبة الضغط

نسبة الضغط

يمثل نسبة ضغط الإشارة الذي سيطبق، مثلا لو ان النسبة تم وضعها على 1: 6 تعني أن إشارة الدخل عليها ان  تتجاوز حد العتبة  ب 6 ديسبل حتى تزيد إشارة الخرج بمقدار 1 ديسبل، النسبة 1:1 تعني أن الضاغط لا يعمل أي لا يوجد ضغط بتاتا للإشارة، أي تدخل الإشارة كما هي، إذا كان مفتاح Gain على 0) أما إذا كانت النسبة 1 لانهائي، يعني أن الضاغط يعمل بأعلى نسبة للضغط، وهو هنا يصبح محدد أي أن الإشارة لن تتجاوز حد العتبة مهما زادت إشارة الدخل.
- زمن التطبيق

هو الزمن الذي يجب أن يمر قبل أن يبدأ الضاغط بالعمل، أي انه زمن تأخير عمل الضاغط.
- التحرير

هو الزمن الذي يؤخر عمل الضاغط عندما تنخفض الإشارة عن حد العتبة.
- الركبة الركبة

الركبة

هو عيار يعطي كيفية استجابة الضاغط للإشارة المارة فيه، إذا كانت الركبة قاسية تعني أن يتم تطبيق الضغط مباشرة، أما الركبة الناعمة تعني مرور تطبيق الضغط بشكل لطيف عند تجاوز الإشارة حد العتبة.
- التجميل

يقوم هذا المفتاح بزيادة مستوى الإشارة المضغوطة، حيث أن عملية الضغط تقلل من مستوى الإشارة الكلي.
- الخرج

هو عيار يسمح بالتحكم بمستوى الإشارة الخارجة من الجهاز زيادة أو نقصان، يوجد عدد من ثنائيات باعثه للضوء والتي غالباً ما تكون بلون اصفر أو برتقالي، وهي تبين عمل الضاغط كلما كان زاد الضغط كلما زاد عدد الثنائيات الباعثة للضوء التي تعمل، حتى أخر ثنائي باعث للضوء والتي تكون بلون احمر.

## المحدد
عندما تكون نسبة الضغط كبيرة جدا أي أعلى من 20 : 1، فإن الضاغط يصبح عمله ك محدد للإشارة، أي انه لن يسمح لإشارة الخرج أن تزيد عن مستوى حد العتبة مهما كانت إشارة الدخل عالية، وينفع في حماية السماعات مثلاُ بحيث لا يزيد مستوى الصوت الخارج عن مستوى يمكن أن يؤذي السماعات، ولحماية أذان الأشخاص من الصوت العالي، أو لحماية الأجهزة من الإشارة العالية الغير متوقعة، قد يكون المحدد جهاز مستقل بحد ذاته، أو يكون هناك جزء داخل الضاغط يدعى الموسّع له عيارات غير الضاغط.

## الموسّع
عمل الموسّع هو ان يقوم بزيادة الفرق في علو الصوت  فيما بين الإشارة العالية والإشارة المنخفضة، بأن يعمل على انقاص الإشارة الضعيفة وزيادة الإشارة العالية، وهو بذلك يعمل بشكل معاكس لعمل الضاغط حيث انه يعمل على تخفيض الاشارات التي يكون مستواها اقل من حد العتبة الذي يتم تعيير جهاز الموسّع عليه، بينما يقوم بإعادة مستوى الاشارات التي هي اعلى من مستوى حد العتبة، يعمل هذا الجهاز على زيادة المجال الديناميكي للإشارة، ويستخدم خاصة في التسجيلات التي فيها نسبة من التشويش، حيث يقوم بتفيض مستوى الصوت العام تحت مستوى اقل صوت بحيث لا تسمع صوت التشويش، كما للضاغط مفاتيح تحكم، يوجد للموسع مفاتيح تحكم مشابه له وتعمل بنقس المبدأ، وهي حد العتبة، نسبة الضغط، زمن التحرير، وزمن التطبيق، عندما تزيد نسبة الضغط عن حد معين حوالي 1: 12 يصبح الموسّع يعمل عمل بوابة الضجيج هذا الجهاز أيضا قد يكون مستقلا بحد ذاته، أو يكون متضمنا مع جهاز الضاغط أي جهازين في واحد، أو قد يكون عبارة عن برنامج حاسوب.